# ナツカゼ
「ナツカゼ」は、シュノーケルの楽曲である。2008年7月9日にSME Recordsより8枚目のシングルとして発売された。

## 解説
前作『奇跡』より11ヶ月ぶりのリリースで、「Bye-Bye × Hello」以来2曲となるノンタイアップ曲。
2010年3月に活動休止する前に発表された単独での最後のシングルとなる。
ミュージック・ビデオとジャケットに登場しているモデルは高田里穂。監督は青木亮二。また、これまでのシュノーケルの作品では、アートワークや歌詞カードに香葉村多望またはジム・ウードリングによるイラストが使用されていたが、本作では一切使用されていない。

## 収録曲
| 全作曲: 西村晋弥。 |              |                   |            |                         |      |
| #                  | タイトル     | 作詞              | 作曲・編曲 | 編曲                    | 時間 |
| 1.                 | 「ナツカゼ」 | 西村晋弥 榊原智子 | 西村晋弥   | シュノーケル 松岡モトキ | 3:19 |
| 2.                 | 「窓」       | 西村晋弥          | 西村晋弥   | シュノーケル tasuku     | 4:30 |
| 3.                 | 「若人と海」 | 西村晋弥          | 西村晋弥   | シュノーケル            | 4:15 |
| 合計時間:          | 合計時間:    | 合計時間:         | 合計時間:  | 12:04                   |      |

## 曲の解説
1. ナツカゼ
演奏時間が3分19秒と、シュノーケルのシングル作品では最も演奏時間が短い楽曲。シングル表題曲では唯一の西村以外の作詞家との共作となっている[注釈 2]。
ミュージック・ビデオでは歌詞の「夏だし」と「アツいぜ」の部分で筆文字が登場するが、これはドラムの山田雅人が手掛けたもの[4]。
ベスト・アルバム『Best+』でアルバム初収録となったが、活動再開後の2015年に発売された3rdアルバム『EYE』には収録されていない。
2. 窓
ピアノ主体のバラード[5]。2ndアルバム『EQ』収録曲の「雪の罠」の歌詞を女性視点に置き換えたアンサーソング[6]。アルバム未収録。
3. 若人と海
ミドルチューン[6]。セルフプロデュースによる楽曲で、最少人数でレコーディングが行われた。アレンジには実験的要素が含まれている[5]。アルバム未収録。

## 参加ミュージシャン
- 西村晋弥：ボーカル、ギター
- 香葉村多望：ベース
- 山田雅人：ドラムス
- tasuku：プログラミング（＃2）

## 収録アルバム
ナツカゼ
- Best+